# Hedwig Keppelhoff-Wiechert
Hedwig Keppelhoff-Wiechert, née le 31 mai 1939 à Südlohn, est une femme politique allemande.
Membre de l'Union chrétienne-démocrate d'Allemagne, elle siège au Parlement européen de 1989 à 2004. 